# Таза
Та́за (араб.  تازة)‎ — город на северо-востоке Марокко, административный центр одноимённой провинции и области Таза-Эль-Хосейма-Таунат в 100 километрах к востоку от Феса.
Население города в настоящее время[когда?] оценивается в 160 тысяч (1971 — 55,2 тыс., 1982 — 77,2 тыс.).
В городе развиты кустарное производство ковров, кожевенная, текстильная, мукомольная, деревообрабатывающая промышленность.
Город известен с VIII века. Старый город расположен на горной террасе на высоте 585 метров над уровнем моря, городские постройки обнесены укреплениями. Новый город был построен французскими колонистами в 1920 году на плодородной равнине на высоте 445 метров над уровнем моря.
Известны памятники архитектуры, сохранившиеся с XII и XIII веков: Большая мечеть (1294 год), минареты Андалу и Сиди Аззуз.